# Andria
Andria es un comune y ciudad italiana de la provincia de Barletta-Andria-Trani, en la región de Apulia. Es un centro agrícola y de servicios, especializado en el comercio del vino, aceitunas y almendras. Se trata de la ciudad con más habitantes de la nueva provincia de Barletta-Andria-Trani.

## Historia
Existen varias teorías sobre los orígenes de Andria. En 915 es mencionada como un caserío dependiente de Trani; en 1046 se le otorga el estatus de ciudad, cuando el conde normando Peter agranda y fortifica los asentamientos en la zona (que incluye también a Barletta, Corato y Bisceglie).
En el siglo XIV, bajo la Casa de Anjou, Andria se convirtió en el asiento de un ducado. En 1350 es asediada por mercenarios alemanes y lombardos del ejército húngaro, y en 1370 por las tropas de la reina Juana I de Nápoles. En 1431 Francisco II del Balzo, encuentra el cuerpo de San Ricardo, el actual santo patrón, e instituyó la Feria de Andria (23-30 de abril). En 1487 la ciudad fue comprada por los aragoneses, el ducado fue transferido al futuro rey Federico IV de Nápoles. Posteriormente en 1552, fue vendida por los españoles a Fabrizio Carafa, en la suma de 100 000 ducados. 
Los Carafa gobernaron la ciudad hasta 1799, cuando las tropas francesas durante las guerras napoleónicas la capturaron luego de un largo asedio. Luego de la restauración de los Borbones, Andria fue protagonista del Risorgimento y, luego de la unificación de Italia, de la era brigandage.

## Demografía
Por su población es la cuarta comuna de la región (precedida por Bari, Tarento, y Foggia), y era la segunda más grande de la provincia de Bari hasta el año 2009. Actualmente es la mayor comunidad en la nueva provincia de Barletta-Andria-Trani.
| Gráfica de evolución demográfica de Andria entre 1861 y 2011 |
|                                                              |
| Fuente ISTAT - elaboración gráfica de Wikipedia              |